# Winter (cantante)
Kim Min-jeong (en hangul, 김민정; en hanja, 金旼炡; romanización revisada, Gim Min-jeong; McCune-Reischauer, Kim Min-chŏng; Busan, 1 de enero de 2001), más conocida como Winter, es una cantante surcoreana. Es integrante del grupo femenino surcoreano Aespa. También es miembro del supergrupo de SM, Got the Beat, que debutó el 3 de enero de 2022.

## Biografía y carrera

### 2001-2016: Primeros años e inicios en su carrera musical
Winter nació el 1 de enero de 2001 en Nampo, Busan, Corea del Sur, pero creció en Yangsan, Provincia de Gyeongsang del Sur. Proveniente de una familia militar, su padre, hermano mayor y varios parientes servían en el ejército. Por ello, inicialmente soñaba con seguir ese mismo camino y convertirse en soldado.
Asistió a la Escuela Secundaria Yangsan Samsung, donde se destacó como estudiante en matemáticas avanzadas y fue popular entre sus compañeros, siendo elegida vicepresidenta. También aprendió a tocar el piano y la guitarra, y participó en bolos, kendo, esgrima, baloncesto, bádminton y en el club de baile de la escuela. Todavía asistía a la secundaria cuando un cazatalentos de SM la descubrió actuando en un festival de baile en 2016. Antes de esto, nunca le había contado a sus padres su deseo de ser cantante, así que les sorprendió cuando decidió audicionar. Durante la prueba, tuvo que cantar durante más de tres o cuatro horas.

### 2020-presente: Debut y actividades en solitario
El 26 de octubre de 2020, fue presentada como la primera integrante de Aespa. Hizo su debut el 17 de noviembre de 2020 con el sencillo digital «Black Mamba». El 6 de diciembre, Winter formó parte de un tributo a BoA, su compañera de sello, por su vigésimo aniversario. En los Mnet Asian Music Awards, interpretó un cover de la canción «ID; Peace B».
El 14 de julio de 2021, Winter tuvo una aparición especial en el vídeo musical del sencillo remake «Free To Fly 2021» de su compañero de agencia, Kangta. El 27 de diciembre, se anunció su incorporación al supergrupo de SM Entertainment, Got the Beat, junto a su compañera de grupo Karina y otras reconocidas artistas de la compañía como BoA, Taeyeon y Hyoyeon de Girls' Generation, así como Seulgi y Wendy de 
Red Velvet. El grupo debutó con el sencillo «Step Back» el 3 de enero de 2022. En diciembre, participó en el álbum 2022 Winter SM Town: SMCU Palace con las canciones «Jet» y «Priority», en colaboración con sus compañeros de agencia.
El 22 de mayo de 2022, Winter lanzó el sencillo «Once Again» en colaboración con su compañera de grupo Ningning, como parte de la banda sonora de la serie de televisión, Our Blues, de TvN. Al año siguiente, Winter colaboró con Yesung, compañero de agencia, para el sencillo «Floral Sense» de su álbum homónimo. El 21 de septiembre, Winter colaboró con Im Si-wan en el sencillo «Win For You», que será la canción principal del Campeonato Mundial de Tenis de Mesa por Equipos de 2024. El 9 de noviembre, se confirmó la participación de Winter en un sencillo especial titulado «Nobody», junto a Liz de Ive y Soyeon de (G)I-dle, que fue lanzado el 16 de noviembre.

## Discografía

### Canciones
| Título                                                                            | Año                   | Mejor posición        | Álbum                              |                       |                       |
| Título                                                                            | Año                   | COR                   | Álbum                              |                       |                       |
| Como artista invitada                                                             | Como artista invitada | Como artista invitada | Como artista invitada              | Como artista invitada | Como artista invitada |
| --------------------------------------------------------------------------------- | --------------------- | --------------------- | ---------------------------------- | --------------------- | --------------------- |
| «Floral Sense» (Yesung featuring Winter)                                          | 2023                  | —                     | Floral Sense                       |                       |                       |
| Colaboraciones                                                                    |                       |                       |                                    |                       |                       |
| «Jet» (con Eunhyuk, Hyo, Taeyong, Jaemin, Sungchan y Giselle)                     | 2022                  | —                     | 2022 Winter SM Town: SMCU Palace   |                       |                       |
| «Win for You» (con Im Si-wan)                                                     | 2023                  | —                     | Sin álbum                          |                       |                       |
| «Nobody» (con Liz y Soyeon)                                                       | 2023                  | —                     | Sin álbum                          |                       |                       |
| Bandas sonoras                                                                    |                       |                       |                                    |                       |                       |
| «Once Again» (con Ningning)                                                       | 2022                  | 119                   | Our Blue OST                       |                       |                       |
| «Voyage» (항해)                                                                   | 2023                  | 130                   | Castaway Diva OST                  |                       |                       |
| «With You»                                                                        | 2023                  | —                     | My Demon OST                       |                       |                       |
| «The First Moment» (처음 본 순간)                                                 | 2024                  | —                     | Heartsping: Teenieping of Love OST |                       |                       |
| «Huhjung Yeonsuh» (헌정연서)                                                      | 2024                  | —                     | The Tale of Lady Ok OST            |                       |                       |
| «On Such a Day» (그런 날)                                                         | 2025                  | —                     | Resident Playbook OST              |                       |                       |
| «–» indica que el lanzamiento no fue lanzado o no se posicionó en ese territorio. |                       |                       |                                    |                       |                       |

Notas1. 

## Filmografía

### Programas de variedades
| Año  | Título                 | Papel      | Notas         |
| ---- | ---------------------- | ---------- | ------------- |
| 2023 | Street Woman Fighter 2 | Ella misma | Episodios 5–6 |